# Лукаш Адамський
Лукаш Адамський (нар. 1981 року) — польський історик, експерт з питань Східної Європи, публіцист, з 2016 року заступник директора Центру діалогу імені Юліуша Мєрошевського.

## Біографія
У 2005 році закінчив Факультет журналістики та політичних наук Варшавського університету, у 2011 році отримав ступінь доктора у Інституті історії Польської академії наук, захистивши дисертацію на тему «Михайло Грушевський та його погляди на Польщу та поляків» (науковий керівник: Єжи Войцех Борейша, рецензенти: Анджей Валіцький і Мацей Яновський). У 2006-2011 роках працював у Польському інституті міжнародних справ як аналітик, і пізніше керівник дослідницької групи у справах двосторонніх  відносин Польщі у Європі. З 2011 року працівник Центру польсько-російського діалогу і порозуміння, з 2016 року заступник директора Центру. У 2014 році він був офіцером-доповідачем Спеціальної моніторингової місії ОБСЄ в Україні. З 2018 року член Польсько-українського форуму партнерства.
Його наукова праця охоплює проблематику історії та сучасності польсько-українських и польсько-російських відносин, а також питання, що стосуються процесів національного будівництва і політики пам'яті.
Коментатор провідних польських та іноземних ЗМІ.

### Вибрані публикації

#### Книги
• Поступовий націоналіст, Михайло Грушевський та його погляди на Польщу та поляків. (Nacjonalista postępowy, Mychajło Hruszewski i jego poglądy na Polskę i Polaków.) Wydawnictwo Naukowe PWN, Варшава 2011, 374 с.
• Думкою та словом. Польсько-російський ідейний дискурс XIX ст. (Myślą i słowem. Polsko-rosyjski dyskurs ideowy XIX w..) Л. Адамський, С. Дембський (ред), CPRDiP, Варшава 2014, 495 с.
• Всупереч королівським альянсам. Росія, Європа і польська боротьба за незалежність у XIX в.  (Wbrew królewskim aliansom. Rosja, Europa i polska walka o niepodległość w XIX wieku), Л. Адамський, Славомир Дембський (ред.), CPRDiP, Варшава 2016, 412 с.
• За нашу землю, не вашу. Ідейні аспекти процесів націотворчих у Центральній та Східній Європі.  (O ziemię naszą, nie waszą. Ideowe aspekty procesów narodowotwórczych w Europie Środkowej i Wschodniej), Лукаш Адамский (ред), CPRDiP, Варшава 2017, 467 с.
• Совєти та польське підпілля. Вибрані аспекти сталінської політики репресій (Sowieci a polskie podziemie 1943-1946. Wybrane aspekty stalinowskiej polityki represji), Лукаш Адамський, Ґжегож Грицюк, Ґжегож Мотика (ред), CPRDiP, Варшава 2017, 504 с.
• Кола російської революції. Внутрішні та міжнародні наслідки 1917 року у Росії (Circles of the Russian Revolution. Internal and International Consequences of the Year 1917 in Russia), Лукаш Адамський, Бартломей Ґайос, (ред), Routledge, 2019, 282 с.
• Кола революції. 1917 рік у Росії. (Kręgi rewolucji. Rok 1917 w Rosji), Лукаш Адамський, Бартломей Ґайос (ред.), CPRDiP, Варшава 2019, 350 с.

#### Редакція джерел
• Волинь та Східна Галичина під немецькою окупацією (Wołyń i Galicja Wschodnia pod okupacją niemiecką), Лукаш Адамський, Ґжегож Грицюк (ред.), Варшава 2019, 429 с.
• Волинь та Галичина за других Совєтів (Wołyń i Galicja za drugiego Sowieta), Лукаш Адамський, Ґжегож Грицюк (ред) Варшава 2019, 674 с.
• Мітла Сталіна. Північно-східна Польща та її фронтір під час августівської облави у 1945 році. (Miotła Stalina. Polska północno-wschodnia i jej pogranicze w czasie obławy augustowskiej w 1945 roku), Лукаш Адамський, Ґжегож Грицюк, Ґжегож Мотика (ред), Варшава 2019, 336 с.
1. ↑  Nauka Polska
2. ↑  https://nauka-polska.pl/#/profile/research?id=257255